# Iwan Alexejewitsch Bunin

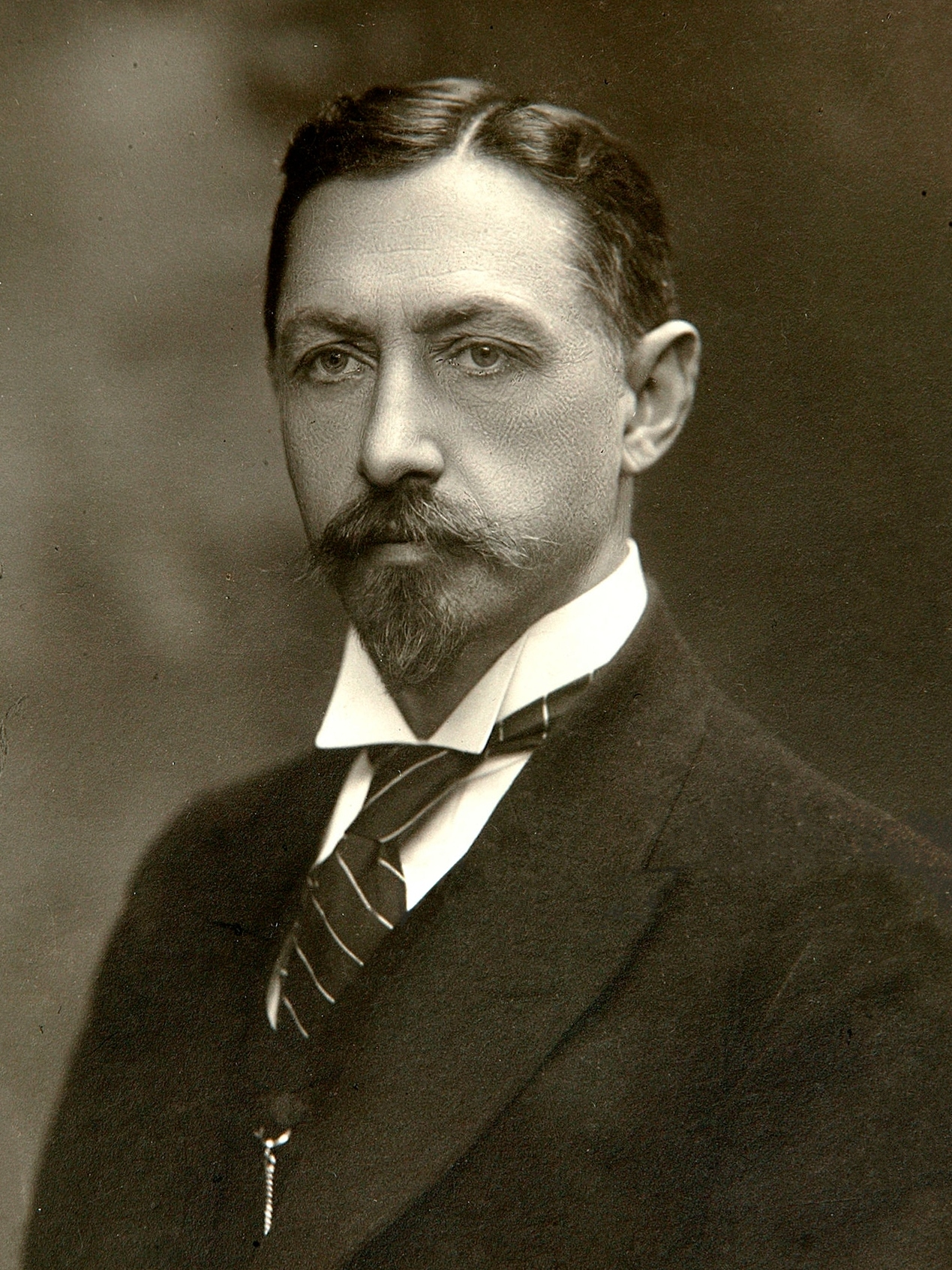
Iwan Alexejewitsch Bunin (ohne Jahr, ohne Fotograf)

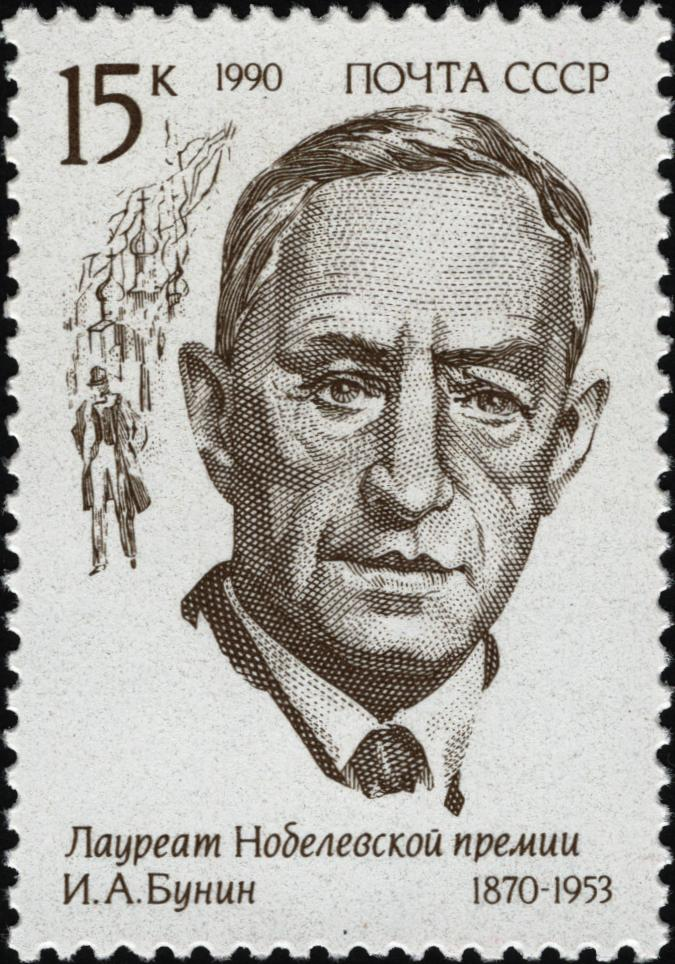
Sowjetische Briefmarke (1990)

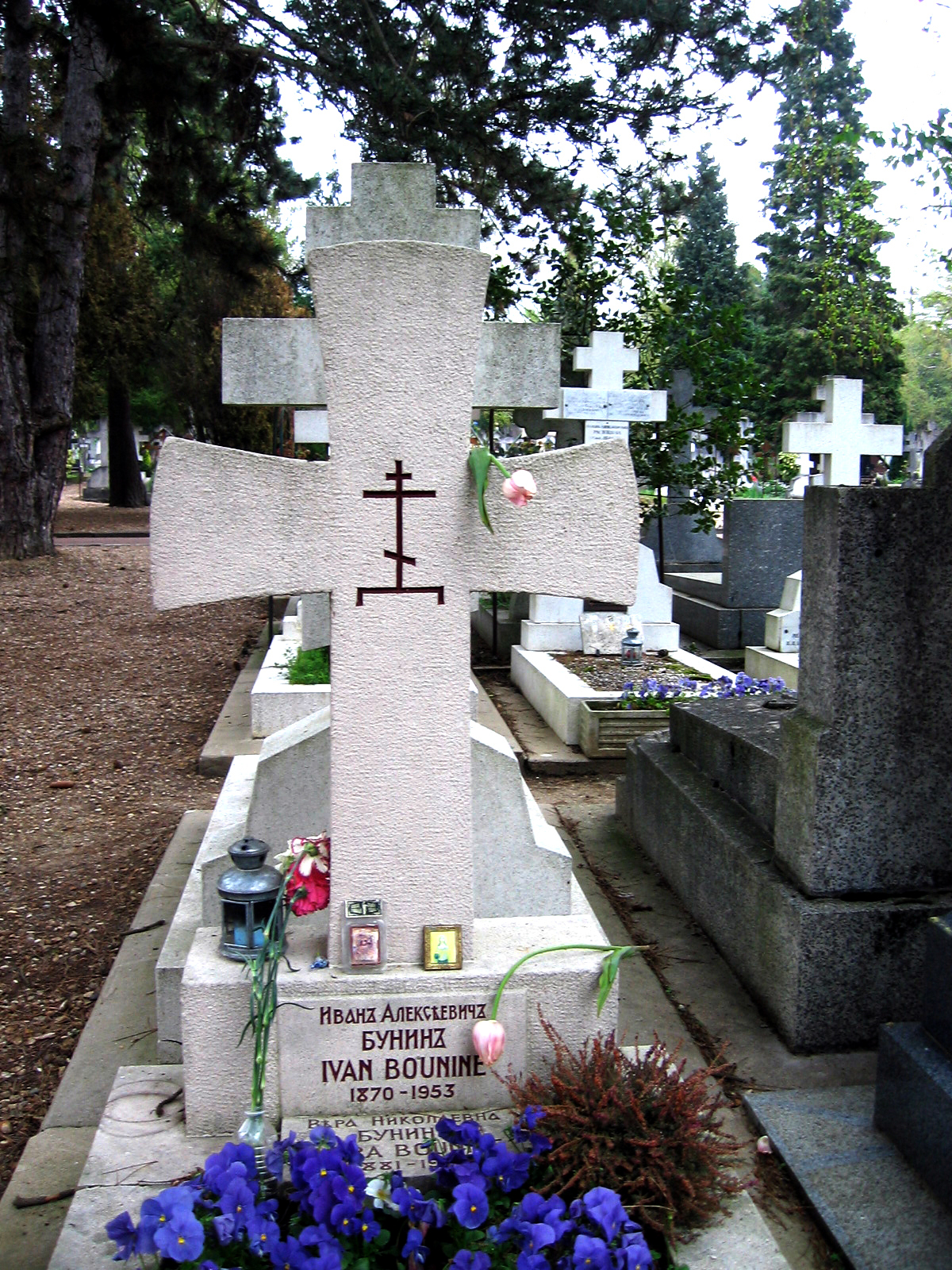
Bunins Grab (Russischer Friedhof von Sainte-Geneviève-des-Bois)

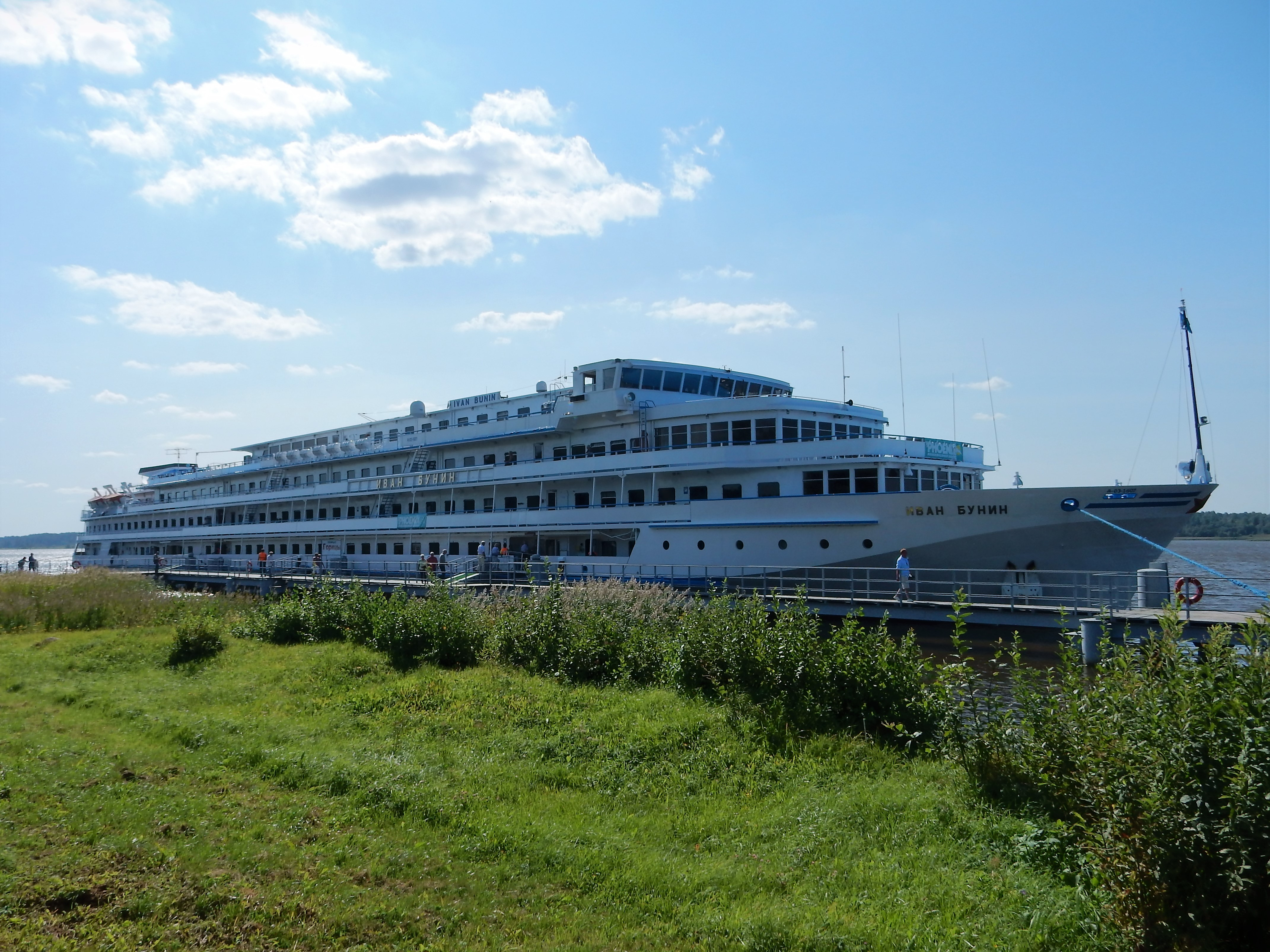
Wolgakreuzfahrtschiff „Iwan Bunin“

Iwan Alexejewitsch Bunin (russisch Иван Алексеевич Бунин, wiss. Transliteration Ivan Alekseevič Bunin; * 10. Oktoberjul. / 22. Oktober 1870greg. in Woronesch; † 8. November 1953 in Paris) war ein russischer Schriftsteller, Lyriker und Übersetzer. Bunin führte die Tradition der russischen Literatur des 19. Jahrhunderts fort. Bekannt wurde er vor allem durch seine realistische Prosa, deren Hauptthema das Leben im ländlichen und provinziellen Russland vor der Oktoberrevolution ist. Im Jahre 1933 erhielt Bunin als erster Russe den Nobelpreis für Literatur.

## Leben
Bunin stammte aus der adligen Familie eines verarmten Offiziers und verbrachte seine frühe Kindheit auf Butyrki, dem letzten verbliebenen Gehöft der Familie im Gouvernement Orjol. Ab 1881 konnte er vier Jahre lang das Gymnasium in Jelez besuchen, wurde danach aber weiter privat von seinem älteren Bruder unterrichtet, der ihm unter anderem die klassische Literatur, aber auch Naturwissenschaften und Mathematik nahebrachte. 1887 erschien ein erstes Gedicht Bunins in der Petersburger Zeitschrift Rodina; er folgte allerdings 1889 zunächst seinem Bruder nach Charkow, wo dieser  angestellt war. Er verdiente seinen Lebensunterhalt unter anderem als Bibliothekar und Redakteur der Charkower Zeitschrift Orlowski Westnik (Bote von Orjol). Diese druckte 1891 auch erste Erzählungen von ihm ab. Nachdem er im gleichen Jahr seine Kollegin Warwara Paschtschenko  geheiratet hatte, zog das Paar 1892 nach Poltawa, wo Bunin als Verwaltungsangestellter des Gouvernements arbeitete. Sein erster Gedichtband Stichotworenija 1887–1891 (Gedichte 1887–1891)  erschien 1891 und gilt als noch recht unreif und ohne eigene Sprache.
Bunin selbst sah den Beginn seiner ernsthaften schriftstellerischen Arbeit 1893 in der Erzählung Tanka, die in der Zeitschrift Russkoje Bogatstwo (Russischer Reichtum) veröffentlicht wurde. Einen weiteren Wendepunkt bildete 1895 die Trennung von seiner Frau, nach der er seine Tätigkeit in Poltawa aufgab und nach Moskau übersiedelte. Schnell in die dortigen Künstlerkreise aufgenommen, machte Bunin Bekanntschaft mit Tolstoi, Tschechow und jüngeren Schriftstellern wie Fjodor Sologub, Konstantin Balmont und Waleri Brjussow. Eine weitere Ehe (1896–1900) mit Anna Zakni endete ebenfalls mit einer Trennung, der gemeinsame Sohn Kolja starb 1905.
Reisen durch die Ukraine führten Bunin seit 1895 unter anderem auf die Krim und nach Odessa; aus dieser Zeit stammt seine Korrespondenz mit Tschechow. Seit 1899 unterhielt er außerdem Briefkontakt zu Maxim Gorki. Die 1900 erschienene Erzählung Antonowskije Jabloki (Die Antonower Äpfel) markiert den Beginn des schriftstellerischen Erfolgs Bunins: Sie beschreibt in poetischer Weise das Landleben im alten Russland und wurde später in allen russischen Lesebüchern abgedruckt. 1901 erschien der Gedichtband Listopad, und zwischen 1902 und 1909 gab der Verlag Snanije eine fünfbändige Werkausgabe des Dichters heraus.
Bereits 1896 hatte Bunin, der die englische Sprache im Selbststudium erlernt hatte, The Song of Hiawatha, ein Versepos des amerikanischen Dichters Henry Wadsworth Longfellow, und weitere englische Lyrik übersetzt, so den englischen Dichter Lord Byron und Lord Alfred Tennyson. Für seine Gedichte in Listopad und die Übersetzungen erhielt er 1903 den Puschkin-Preis der russischen Akademie; 1909 wurde er erneut mit der Prämie ausgezeichnet und außerdem als Ehrenmitglied in die Akademie aufgenommen.
Den etablierten Dichter und Autor führten vor dem Ersten Weltkrieg weite Reisen in den Nahen Osten, nach Ägypten und Nordafrika, nach Palästina, bis nach Indien und Ceylon, die seinen Arbeiten neue Impulse gaben. Auf Capri verbrachte er die Winter der Jahre 1912 bis 1914 gemeinsam mit Maxim Gorki. Seine dritte Ehe ging er 1906 mit Vera Muromzewa (1881–1961) ein; sie verfasste nach seinem Tod mehrere vielbeachtete Biografien über ihn.
Bunins reifere Erzählungen wandten sich thematisch dem „historischen Schicksal Russlands“ und dem Niedergang des russischen Dorfes zu, so etwa in der 1910 erschienenen Erzählung Derewnja (Dorf) oder dem Sammelband Suchodol von 1912. In der Revolution von 1905 und dem Beginn des Ersten Weltkriegs sah Bunin deutliche Vorzeichen für den Untergang Russlands.
Nach der Oktoberrevolution verließ der antibolschewistisch eingestellte Bunin 1918 Moskau und zog sich zunächst nach Odessa zurück, bevor er Russland Ende Januar 1920 mit einem der letzten Schiffe Richtung Frankreich verließ und sich in Grasse ansiedelte. Als einer der letzten Dichter der „Klassikergeneration“ um Tolstoi und Tschechow fand er in der Emigration Bewunderung und Anerkennung; seine Arbeiten aus dieser Zeit sind von entschiedener Ablehnung der Oktoberrevolution und der Sowjetunion geprägt. Darüber zerbrach die Freundschaft mit Gorki.
1933 erhielt Bunin als erster russischsprachiger Autor den Nobelpreis für Literatur. Die preisvergebende Schwedische Akademie würdigte die Ehrung mit den folgenden Worten: “for the strict artistry with which he has carried on the classical Russian traditions in prose writing” (deutsch: „für die absolute Kunstfertigkeit, mit welcher er die klassischen russischen Traditionen in der Prosadichtung weiterführte“). Er wird in den Listen der Schwedischen Akademie und der Nobelstiftung als staatenlos geführt. Die Nobelstiftung weist auf ihrer Internetpräsenz keine Nationalität der Literaturnobelpreisträger aus, macht jedoch bei Bunin eine Ausnahme.
In den Jahren 1945 und 1946 erwog er eine Rückkehr in die Sowjetunion, zu der ihn Elsa Triolet und Konstantin Simonow zu überreden suchten, doch blieb er letztlich im Pariser Exil.
Nach seinem Tode wurde Bunin 1956 in der Sowjetunion rehabilitiert, und ein Großteil seiner Werke durfte dort wieder erscheinen. Allerdings wurden erotische Passagen von der Zensurbehörde Glawlit gestrichen. Erst nach dem Zerfall der Sowjetunion 1991 konnten in Russland seine Werke über die Machtergreifung der Bolschewiken 1917 und den russischen Bürgerkrieg erscheinen, darunter sein Tagebuch „Verfluchte Tage“ (Окаянные дни).

## Rezeption
Nach Iwan Bunin wurde ein Wolgakreuzfahrtschiff benannt. Auch ein Preis wurde nach Iwan Bunin benannt.
Iwan Bunin steht im Mittelpunkt des ersten Teil der Memoiren (Das Gras des Vergessens) von Walentin Katajew. Bunin tritt auch im Roman Kokoschkins Reise von Hans Joachim Schädlich auf.

## Werke

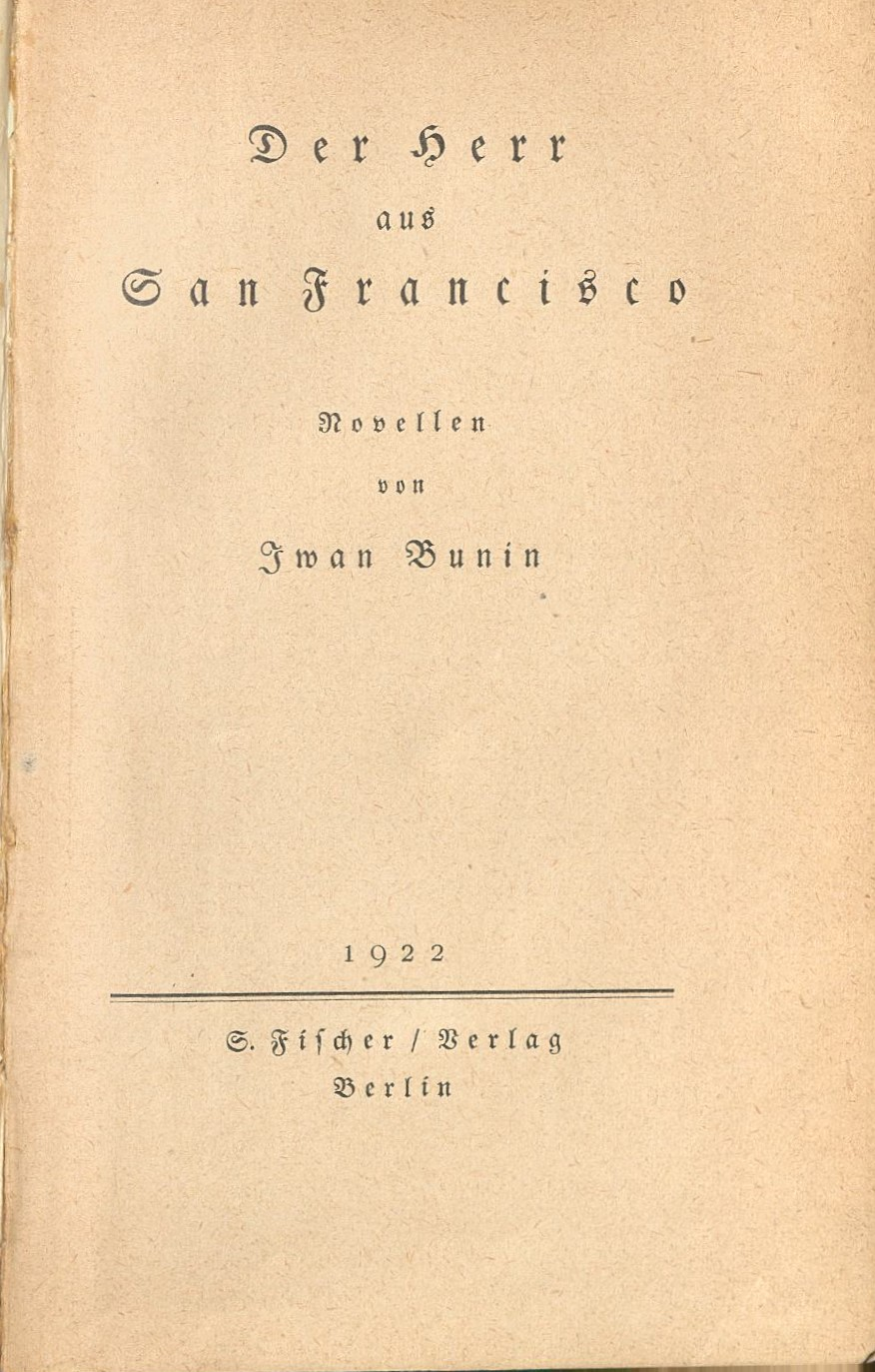
Übersetzung Käthe Rosenberg (1922)

Eine deutschsprachige Werkausgabe erscheint im Zürcher Dörlemann Verlag.
- Antonowskije jabloki (russisch „Антоновские яблоки“), Erzählung 1900 (dt. Die Antonower Äpfel; mit 9 weiteren in:).
- Erzählungen, München 1903, online bei archive.org.
- Erzählungen 1904: Sny (russisch „Сны“, dt. Träume) und Solotoje dno (russisch „Золотое дно“, dt. Goldener Boden)
- Derewnja (russisch „Деревня“), Roman 1910 (dt. Das Dorf, 1936).
- Suchodol (russisch „Суходол“), Erzählung 1912 (dt. Suchodol, 1966).
  - Das Dorf und Suchodol in neuer Übersetzung von Dorothea Trottenberg, Herausgegeben und mit einem Nachwort versehen von Thomas Grob, Dörlemann Verlag, Zürich 2011, ISBN 978-3-908777-70-0.
- Tschascha schisni (russisch „Чаша жизни“), Erzählung 1913 (dt. Der Kelch des Lebens, 1959).
- Grammatika ljubwi (russisch „Грамматика любви“), Erzählungen 1915 (dt. Die Grammatik der Liebe, 1935).
- Gospodin is San-Franzisko (russisch „Господин из Сан-Франциско“), Novelle 1915 (dt. Der Herr aus San Francisco, 1922).
  - Ein Herr aus San Francisco in neuer Übersetzung von Dorothea Trottenberg, Herausgegeben und mit einem Nachwort versehen von Thomas Grob, Dörlemann Verlag, Zürich 2017, ISBN 978-3-03820-047-5.
- Kasimir Stanislawowitsch (russisch „Казимир Станиславович“), Erzählung 1916 (dt. Kasimir Stanislawowitsch).
- Ljogkoje dychanije (russisch „Лёгкое дыхание“), Erzählung 1916 (dt. Leichter Atem).
- Petlistyje uschi (russisch „Петлистые уши“), Erzählung 1917 (dt. Schlingenohren).
- Gotami (russisch „Готами“), Erzählung 1920 (dt. Gotami).
- Temir-Aksak-Khan (russisch „Темир-Аксак-Хан“), Erzählung 1922 (dt. Temir-Aksak-Khan).
- Besumny chudoschnik (russisch „Безумный художник“), Erzählung 1923 (dt. Der wahnsinnige Künstler).
- Konez (russisch „Конец“), Erzählung 1923 (dt. Das Ende).
- Koszy (russisch „Косцы“), Erzählung 1923 (dt. Die Schnitter).
- Mitina ljubow (russisch „Митина любовь“), Erzählungen (dt. Mitjas Liebe, 1925).
- Delo korneta Jelagina (russisch „Дело корнета Елагина“), Erzählung 1926 (dt. Der Fall Kornett Jelagin).
- Stjopa (russisch „Степа“), Erzählung 1938 (dt. Stjopa).
- Musa (russisch „Муза“), Erzählung 1938 (dt. Musa).
- Schisn Arsenjewa (russisch „Жизнь Арсеньева“), Roman 1927–39 (dt. Das Leben Arsenjews. Eine Jugend im alten Russland, 1933).
- Russja (russisch „Руся“), Erzählung 1942 (dt. Russja).
- Natalie (russisch „Натали“), Erzählung 1942 (dt. Natalie).
- Tjomnyje allei (russisch „Темные аллеи“), Erzählungen 1943 (dt. Dunkle Alleen, 1959). Enthält auch:
  - Antigone (russisch „Антигона“), Erzählung (dt. Antigone).
  - Wisitnyje kartotschki (russisch „Визитные карточки“), Erzählung (dt. Visitenkarten).
  - Tanja (russisch „Таня“), Erzählung (dt. Tanja).
- Wtoroi kofeinik (russisch „Второй кофейник“), Erzählung 1945 (dt. Die zweite Kanne Kaffee).
- Cholodnaja ossen (russisch „Холодная осень“), Erzählung 1945 (dt. Kalter Herbst).
- Tschisty ponedelnik (russisch „Чистый понедельник“), Erzählung 1945 (dt. Der erste Tag der Großen Fasten).
- Galja Ganskaja (russisch „Галя Ганская“), Erzählung 1946 (dt. Galja Ganskaja).
- O Tschechowe (russisch „О Чехове“), 1955.
  - Čechov: Erinnerungen eines Zeitgenossen. Übersetzung Brigitte van Kann. Hrsg. und kommentiert von Peter Urban. Berlin: Friedenauer Presse, 2004.
- Perwaja ljubow (russisch „Первая любовь“), Erzählungen (dt. Erste Liebe, 1962).
- Posledneje swidanije (russisch „Последнее свидание“), Erzählungen (dt. Ein letztes Wiedersehen, 1964).
- Okajannyje dni (russisch „Окаянные дни“).
  - Verfluchte Tage: ein Revolutionstagebuch. Übersetzung von Dorothea Trottenberg, Herausgegeben und mit einem Nachwort versehen von Thomas Grob, Dörlemann Verlag, Zürich 2008.
- Stokrat blaschennaja toska (russisch „Стократ блаженная тоска“), Gedichte (dt. Nur die Trauer tröstet ganz, 1998).
- Sobranije sotschinenij (russisch „Собрание сочинений“), 10 Bde., 1934–36.
- Rusja, Erzählung dt. 1972.
- Nächtliches Gespräch. Erzählungen aus den Jahren 1892 bis 1911. Dt. Insel-Verlag, Leipzig, Insel-Bücherei 1021 (Hrsg. Gerhard Schaumann; Übersetzung Larissa Robiné und Georg Schwarz)
- Gesammelte Werke in Einzelbänden, dt. Herausgegeben und mit Nachworten versehen von Karlheinz Kasper. Aufbau-Verlag, Berlin und Weimar 1979–1985. – Nur diese vier Bände sind erschienen:
  - Das Leben Arsenjews, 1979.
  - Antonäpfel: Erzählungen 1892–1911, übersetzt von Erich Ahrndt, Charlotte Kossuth, Larissa Robiné und Georg Schwarz, 1982.
  - Der Kelch des Lebens: Erzählungen 1911–1919, übersetzt von Erich Ahrndt, Larissa Robiné, Jürgen Schlenker und Georg Schwarz,  1983.
  - Dunkle Alleen: Erzählungen 1920–1953, übersetzt von Erich Ahrndt, Charlotte Kossuth und Ilse Tschörtner, 1985.
- Zwanzig Miniaturen, dt. 1989.
- Der Sonnenstich. Erzählungen, dt. 1995, Übers. und hrsg. von Kay Borowsky; ISBN 3-15-009343-0, Zürich : Dörlemann, 2024; aus dem Russischen von Dorothea Trottenberg; herausgegeben von Thomas Grob; ISBN 978-3-03820-135-9.
- Liebe und andere Unglücksfälle. Novellen, dt. 2000, Reihe Die Andere Bibliothek
- Gedankenspiele: Gedichte russisch-deutsch. Übersetzung Christine Fischer. Mit einem Nachw. von Daniel Riniker. Zürich: Pano, 2003.
- Ein unbekannter Freund. Übersetzt von Swetlana Geier. Dörlemann Verlag, Zürich 2003, ISBN 978-3-90877-701-4.
- Frühling: Erzählungen 1913. Übersetzt von Dorothea Trottenberg, herausgegeben und mit einem Nachwort versehen von Thomas Grob, Dörlemann Verlag, Zürich 2016, ISBN 978-3-03820-031-4.
- Vera: Erzählungen 1912. Übersetzt von Dorothea Trottenberg, herausgegeben und mit einem Nachwort versehen von Thomas Grob, Dörlemann Verlag, Zürich 2014, ISBN 978-3-03820-009-3.
- Gespräch in der Nacht: Erzählungen 1911. Übersetzt von Dorothea Trottenberg, herausgegeben und mit einem Nachwort versehen von Thomas Grob, Dörlemann Verlag, Zürich 2013, ISBN 978-3-90877-789-2.
- Am Ursprung der Tage: frühe Erzählungen 1890–1909. Übersetzt von Dorothea Trottenberg, Herausgegeben und mit einem Nachwort versehen von Thomas Grob, Dörlemann Verlag, Zürich 2010.
- Der Sonnentempel: literarische Reisebilder 1897–1924. Übersetzt von Dorothea Trottenberg, herausgegeben und mit einem Nachwort versehen von Thomas Grob, Dörlemann Verlag, Zürich 2008.
- Leichter Atem. Erzählungen 1916–1919. Übersetzt von Dorothea Trottenberg, herausgegeben und mit einem Nachwort versehen von Thomas Grob, Dörlemann Verlag, Zürich 2020, ISBN 978-3-03820-073-4.
- Nachts auf dem Meer. Erzählungen 1920–1924. Übersetzt von Dorothea Trottenberg und Swetlana Geier, herausgegeben und mit einem Nachwort versehen von Thomas Grob, Dörlemann Verlag, Zürich 2022, ISBN 978-3-03820-104-5.

## Deutschsprachige Hörspiele
- 1975: Die Heiligen – Übersetzung: Anna von Gunther; Regie: Ferry Bauer (Hörspielbearbeitung – ORF Oberösterreich)
- 1989: Ein Sommer auf dem Lande – Regie: Sigurd König (Hörspielbearbeitung, Kurzhörspiel – SDR)
- 2010: Tolstois Befreiung – Übersetzung und Bearbeitung: Brigitte van Kann; Regie: Gabriele Bigott (Hörspielbearbeitung – DLF)

Quellen: Ö1-Hörspieldatenbank, ARD-Hörspieldatenbank und Hörspieldatenbank HörDat